# Klimat okołobiegunowy
Strefa Klimatów okołobiegunowych – w klasyfikacji klimatów Wincentego Okołowicza jest to jedna z pięciu głównych stref klimatycznych. 
Obejmuje dwa typy klimatów:
- subpolarny (podbiegunowy) - północna Syberia, północna Kanada, Alaska, a na południowej półkuli wyspy subantarktyczne, np.: Wyspy Kerguelena, Wyspa Heard i Wyspa Bouveta.
- polarny (biegunowy) - Antarktyda, Grenlandia, wyspy Arktyki, północne krańce Syberii (według podziału Okołowicza).

Oba te klimaty charakteryzują się niskimi opadami przez cały rok, nie przekraczającymi 250 mm, w klimacie subpolarnym są to opady głównie śniegu, zaś w klimacie polarnym tylko śniegu. W klimacie subpolarnym temperatura w najcieplejszym miesiącu nie przekracza +6 °C, a większą część roku jest ona niższa. W klimacie polarnym temperatura jest zawsze mniejsza niż 0 °C, a roczna amplituda temperatury powietrza jest bardzo wysoka i może wynosić nawet 80 °C.
Charakterystyka klimatu subpolarnego:
- pojawia się zjawisko dnia i nocy polarnej
- brak klimatycznego lata (2–3 miesiące temp. do 5 °C)
- zima długa, mroźna trwająca 9-10 miesięcy
- opady śniegu do 300 mm

Charakterystyka klimatu polarnego:
- zjawisko dnia i nocy polarnej
- przez cały rok temp. ujemne (zimą do −70 °C)[1]
- opady śniegu do 250 mm